# Metecia cornifrons
Metecia cornifrons là một loài bướm đêm trong họ Noctuidae.